# احترام به بزرگ‌تر
احترام به بزرگ‌تر، تی (به ژاپنی: 孝悌 こうてい) یکی از فضیلت‌های هشتگانه در کنفسیوس‌گرایی و به معنای احترام و اطاعت از برادر و اشخاص بزرگ‌سال‌تر است.
دیگر فضیلت‌های هشتگانه کنفسیوس‌گرایی عبارت هستند از:
- لی (Li؛ ادب) یا ری (به ژاپنی: 礼 れい)
- رِن (Ren؛ انسانیت یا مروت) یا «جین» (به ژاپنی: 仁 じん)
- یی (Yi؛ صداقت، درستی اخلاقی) یا گی (به ژاپنی: 義 ぎ)
- ژی (Zhi؛ قدرت تشخیص درست و غلط، علم اخلاق) یا «چی» (به ژاپنی:智 ち)
- شین (Xin؛ حقیقت) یا شین (به ژاپنی: 信 しん)
- وفاداری، یا چو (به ژاپنی: 忠 ちゅう) در ژاپنی به وفاداری نسبت به ارباب چوگی (忠義) گفته می‌شود.
- تقوای فرزندی یا کو (به ژاپنی: 孝 こう) به معنای احترام به پدر و مادر است.